# Ibn Hud

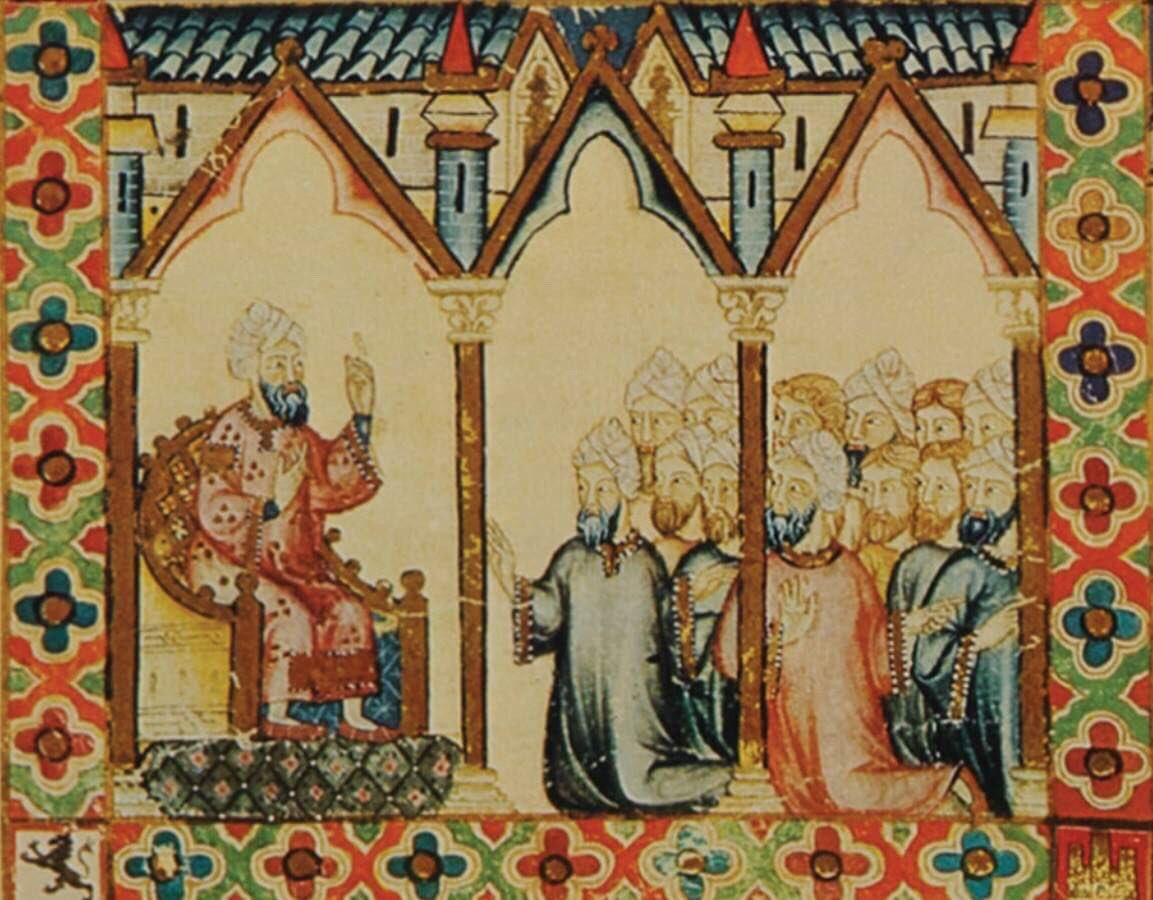
Ibn Hud empfängt Bittsteller

Ibn Hud († 1238 in Almería) war muslimischer Fürst in Andalusien (1228–1237). Manchmal wird behauptet, sein Geburtsort liege im Valle de Ricote nordwestlich von Murcia.

## Geschichte

### Aufstieg
Muhammad ibn Hud leitete seine Abstammung von den Hudiden aus Saragossa ab. Nachdem die Almohaden in der Schlacht bei Las Navas de Tolosa (1212) schwer geschlagen worden waren, nahmen die Christen im Jahr 1225 die Angriffe gegen al-Andalus wieder auf. Diese führten zu einer starken Unzufriedenheit der betroffenen Bevölkerung mit den Almohaden, die das Land nicht mehr schützen konnten. 
Seit dem Jahr 1227 brachen überall in al-Andalus Aufstände aus, wobei Ibn Hud als Statthalter von Murcia bald die Führung übernahm. Er erhob sich unter dem Namen al-Mutawakkil zum Herrscher von Andalusien (1228–1237). Bis 1229 unterwarf Ibn Hud auf Grund der breiten Unterstützung der Bevölkerung fast ganz Andalusien und beendete die Herrschaft der Almohaden. Nur in Valencia konnte sich mit Zayyan ibn Mardanisch ein Nachkomme von Ibn Mardanīsch festsetzen.

### Niedergang
Auf Grund der Expansion der christlichen Königreiche gelang Ibn Hud keine Festigung seiner Herrschaft. So wurden seine Truppen schon im Jahr 1231 von Kastilien bei Jerez de la Frontera geschlagen. Kurz darauf unterlag er bei Mérida den Truppen des Königreichs León. Im Jahr 1233 musste sich Ibn Hud Kastilien unterwerfen und Tribute entrichten.
Zum Ende seiner Herrschaft trug auch bei, dass sich Muhammad I. ibn Nasr im Jahr 1232 in Arjona zum Sultan ausrief und die Dynastie der Nasriden begründete. Zwar musste dieser sich zunächst im Jahr 1234 Ibn Hud unterwerfen, doch verstärkten sich die innermuslimischen Auseinandersetzungen. So konnte Ibn Hud im Juni 1236 nicht die Eroberung von Córdoba durch Kastilien verhindern. Im Jahr 1238 wurde er bei Almería ermordet, was zum schnellen Zerfall seines Reiches führte.

## Nachfolge
Seine Söhne konnten sich als Herrscher in Sevilla und Murcia bis 1248 bzw. 1266 halten, bevor die Städte endgültig von Kastilien erobert wurden.